# بيتر غريفز
بيتر غريفز (بالإنجليزية: Peter Graves)‏ هو مجدف أمريكي، ولد في 25 أكتوبر 1984 في الولايات المتحدة.

## وصلات خارجية
- بيتر غريفز على موقع الاتحاد الدولي للتجديف (الإنجليزية)
- بيتر غريفز على موقع اللجنة الأولمبية الدولية (الإنجليزية)
- بيتر غريفز على موقع أوليمبيديا (الإنجليزية)